# 扬·哈伊根·范林斯霍滕
扬·哈伊根·范林斯霍滕（荷蘭語：Jan Huygen van Linschoten；1563年—1611年2月8日），又譯林斯豪頓、林碩登:28-29，原名揚·惠更（Jan Huygen），文艺复兴时期荷蘭人航海家和探险家。曾在葡屬印度果亞工作5年，后又因負責處理海难流失貨物而留置亚速尔群岛两年。他的三冊印度游记《東印度水路誌》于1595–1596年出版，將工作期間所抄錄葡萄牙守護逾百年的機密航海資料在荷蘭公開出版，使歐洲其他各國尋找通往東印度貿易的航道成為可能，至16世紀末由葡萄牙所壟斷的東印度貿易隨後被荷蘭、英國打破，導致17世紀荷蘭東印度公司在東印度取得巨大財富，文化、科技突破發展。

## 早年
1562年:28或1563年:xxiii前後:1生於荷蘭省哈倫的天主教小康家庭，原本名字「揚·惠更（Jan Huygen）」，父親惠赫·尤斯頓生（Huig Joostensz.，「惠更」即是「惠赫之子」的意思）是一名公證人、旅店老闆、也是當地造船業的重要金主，母親是來自斯洪霍芬的瑪樂帖·廷·亨德烈朵特，他有兩個繼兄和一個弟弟、一個妹妹。他後來在印度果亞工作期間，自己在原來名字之後加上「范·林斯豪頓（van Linschoten）」，林斯豪頓是荷蘭烏特勒支省的一個貴族村莊，加上此名的原因不明，他的父母家族皆與林斯豪頓村莊沒有關聯，他的親戚也沒有其他人加上此名，有可能是為了晉升上流階級須要一個顯赫的姓氏。:30文獻中有稱他源自父親聯名的惠更，也有稱他自加的范·林斯豪頓。
1560年代後期開始，尼德蘭地區為反抗西班牙高壓統治與宗教迫害，開始八十年戰爭。1572年聚特芬、納登接連遭腓力二世的西班牙軍屠城，接著他的家鄉爆發哈倫圍城戰在抵抗7個月之後守軍投降也遭屠城，為躲避戰禍在圍城戰之前即舉家搬遷到漁業興盛的恩克豪森，從此成為他的母港，他在此就讀拉丁學校學習讀寫與數學。他父親旅店投宿旅人船員講述的海上冒險故事、閱讀歷史與異國遊記使他的童年對海外探險充滿憧憬。

## 離家
獨立戰爭剛開始時，許多信奉天主教的荷蘭人仍支持西班牙，前往西班牙、葡萄牙發展。1579年前後，他16歲離家前往西班牙塞維亞（Sevilla），投靠已在當地經商的繼兄佛羅里斯·廷與威廉·廷（Floris Tin; Willem Tin）當學徒，學習經商與西班牙語。1580年腓力二世派軍强行併吞葡萄牙，繼兄佛羅里斯與他兩人趁戰亂前往葡萄牙尋找機會，他們兩兄弟罹患瘟疫，佛羅里斯病死，他大病康復後留在葡萄牙為當地商人工作。
另一位繼兄威廉前往葡萄牙里斯本擔任皇家秘書的書記，找他來幫忙，有接觸皇家機密貨物收益清單的機會（後來刊登在《水路誌》）。1581年威廉一世領導尼德蘭七省聯合共和國成立，與西班牙爆發全面衝突，西班牙經濟封鎖荷蘭人，荷蘭學徒繼續留在本土已無發展機會，只好往海外發展，繼兄威廉找到葡萄牙每年定期往返印度的船班上擔任書記的工作，也幫他安插職位，船班屬於若昂·維森特·達·豐塞卡的公司。

## 果亞

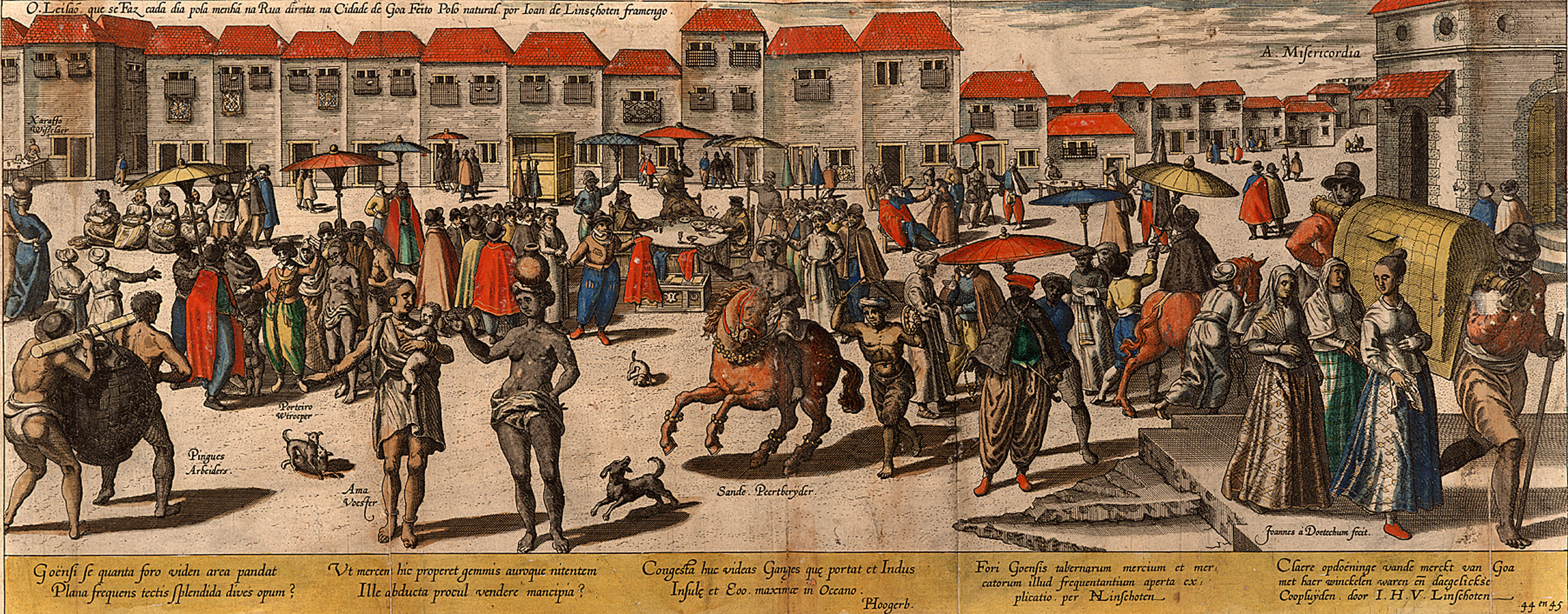
由揚·惠更手繪、Joannes van Doetecum de Oude刻版的〈果亞市集圖〉，描繪1580年代的果亞大街，收錄在《東印度水路誌》

1582年維森特被任命為東印度果亞總教區大主教。1583年4月8日，威廉·廷與揚·惠更兩兄弟跟隨新任維森特大主教出航，5個月的航行經由馬德拉、幾內亞、好望角、馬達加斯加、莫三比克等地抵達印度果亞。後來威廉離開果亞返回葡萄牙，他留在果亞，贏得大主教的信任，腓力二世委託新任大主教天文測繪的工作，大主教將這項工作交付給他執行，因此可以接觸到大主教和果亞總督府保存的手稿和書籍。前往各地測繪，或未能前往的地方則訪談各地海員，使他能夠在亞洲建立廣泛的海員線人網絡，收集航海針路路線書，他保持書寫日記的習慣，寫下他對各地風土民情的觀察，大量抄錄所經手一個多世紀以來葡萄牙的機密航海、軍事及商業文件、海圖。
他因為覺得風險太高，而放棄參加前往中國、日本遠征船隊的機會。他有關該地資訊主要來自恩克豪森的同鄉好友德克·赫瑞特生·朋普（別號「德克·中國 」），是紀錄中最早參加三次葡萄牙首次黑船船隊前往中國、日本開展南蠻貿易的荷蘭籍船員。
他很喜歡果亞的生活，在家書中曾透漏他想過可能終身留在果亞。1587年，維森特大主教返國述職，委託他代管大主教在果亞的產業與收租，卻不幸傳來大主教在返回里斯本中途突然在船上去世。他的繼兄威廉也在此期間過世。

## 回國

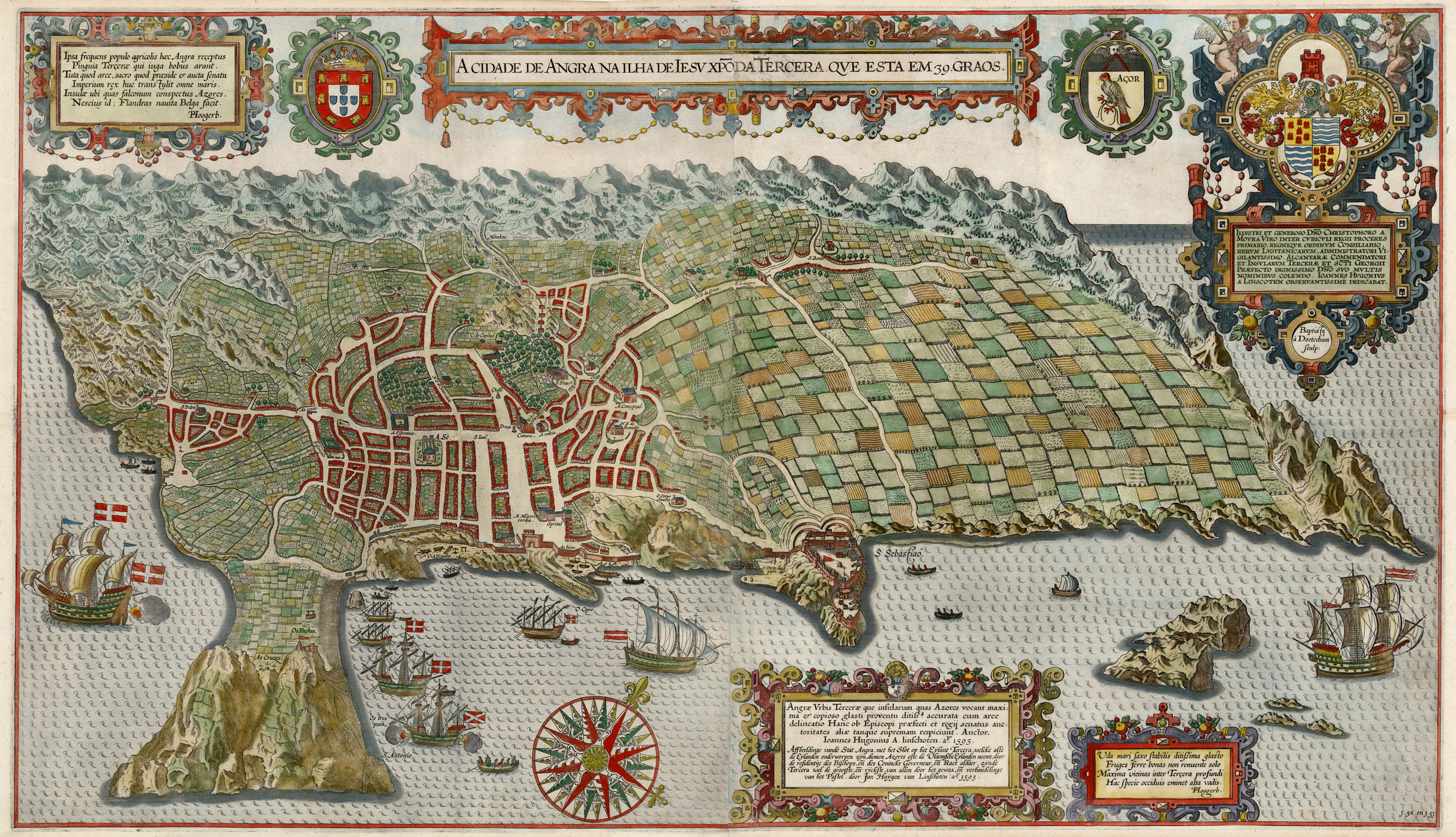
揚·惠更·范·林斯豪頓繪製亞速群島的錨地港圖（Angra，今稱英雄港）

頓失飯碗與靠山，已留在果亞5年的他次年1588年想離開果亞，當局擔心他知道太多機密，使他得不到搭乘定期胡椒船班的許可，正好德國福格與韋爾澤家族銀行集團所有的商船 Santa Cruz 臨時加入當季返航艦隊，而他的同鄉好友德克·中國正好是該船的安全官，他於年底趁機登船返回葡萄牙。航行中遭遇狂風巨浪，船隻部分破損，不得不丟棄許多私人物品。途中停泊聖赫勒拿，他遇到來自安特衛普在麻六甲經商的商人，取得香料貿易相關的資訊。經過8個月航行，1589年7月24日，艦隊中所有的船隻都抵達亞速群島的錨地港（今稱英雄港），但其中一艘因英國皇家海軍在亞速群島封鎖 (1589年)而遭撞毀、貨品流失。船主銀行集團任命他處理負責「國王胡椒的商館」，他留置在錨地港超過兩年，後續處理打撈流失貨品報關。他的同鄉好友德克·中國先返回家鄉恩克豪森，將中國貿易的報告交給恩克豪森測繪家瓦格納（Lucas Janszoon Waghenaer），收錄在1592年出版的。在錨地港留置兩年多的時間，亞述群島長官Juan de Urbina要他繪製錨地港地圖，他也找時間整理多年來抄錄的資料，著述《東印度水路誌》前兩冊《航海記》、《水路誌》的大部分。1591年11月他找到機會離開亞速群島，1592年1月返抵里斯本停留半年。離家13年後，1592年9月3日返回母港恩克豪森。

## 荷蘭尋思突破西葡霸權
自16世紀葡萄牙原本壟斷東印度的香料貿易，荷蘭商人前往里斯本採購香料再轉售到歐洲各地原本仍有利可圖，但1580年西班牙强行併吞葡萄牙，1581年荷蘭與西班牙爆發全面衝突，西班牙經濟封鎖荷蘭人，荷蘭商人香料貿易的管道到了1590年代完全被阻斷，荷蘭人開始尋思自行直接前往東印度的管道。1588年西班牙無敵艦隊遭英國擊敗後，西班牙在海上獨大的絕對霸權到達極限，英、法、荷等各國苦思如何突破西班牙封鎖、搶占東印度貿易。
阿姆斯特丹測繪家普朗修斯宣教師（Petrus Plancius）對國人建言應該派人去里斯本向葡萄牙領航員刺探情報，普朗修斯向荷蘭商人募款，耗費巨資取得了葡萄牙皇家測繪師巴托洛繆·拉索（葡萄牙語：Bartolomeu Lasso；荷蘭文獻記為）的25張私密全球海圖，交給阿姆斯特丹出版商科內里斯·克拉生。1592年4月12日克拉生向國會（Staten-Generaal）報告普朗修斯已耗資重金取得葡萄牙德·拉索的私密航海圖，國會批准克拉生出版這些海圖的專屬權。同時荷蘭商人承普朗修斯之命也派遣科內利斯與弗雷德里克·德·豪特曼兩兄弟前往里斯本進行為期兩年的行動，刺探普朗修斯取得的海圖內容是否確實，並伺機取得更多通往東印度航線與香料貿易的機密資訊，兩兄弟被發現從事間諜活動被捕，阿姆斯特丹商人前往營救將他們贖回，1594年初兩兄弟返回荷蘭。
1592年揚·惠更返回故鄉後，旅居印度期間獲得的葡萄牙機密知識，尤其各種不同香料在何處以何價格可取得、葡萄牙在東印度各地控制的弱點，對苦思突破的荷蘭商人，是重要的及時雨，故鄉同胞不斷遊說敦促他盡速整理這些資料，克拉生積極協助他出版，以和普朗修斯取得的資料核對。

### 東北航線

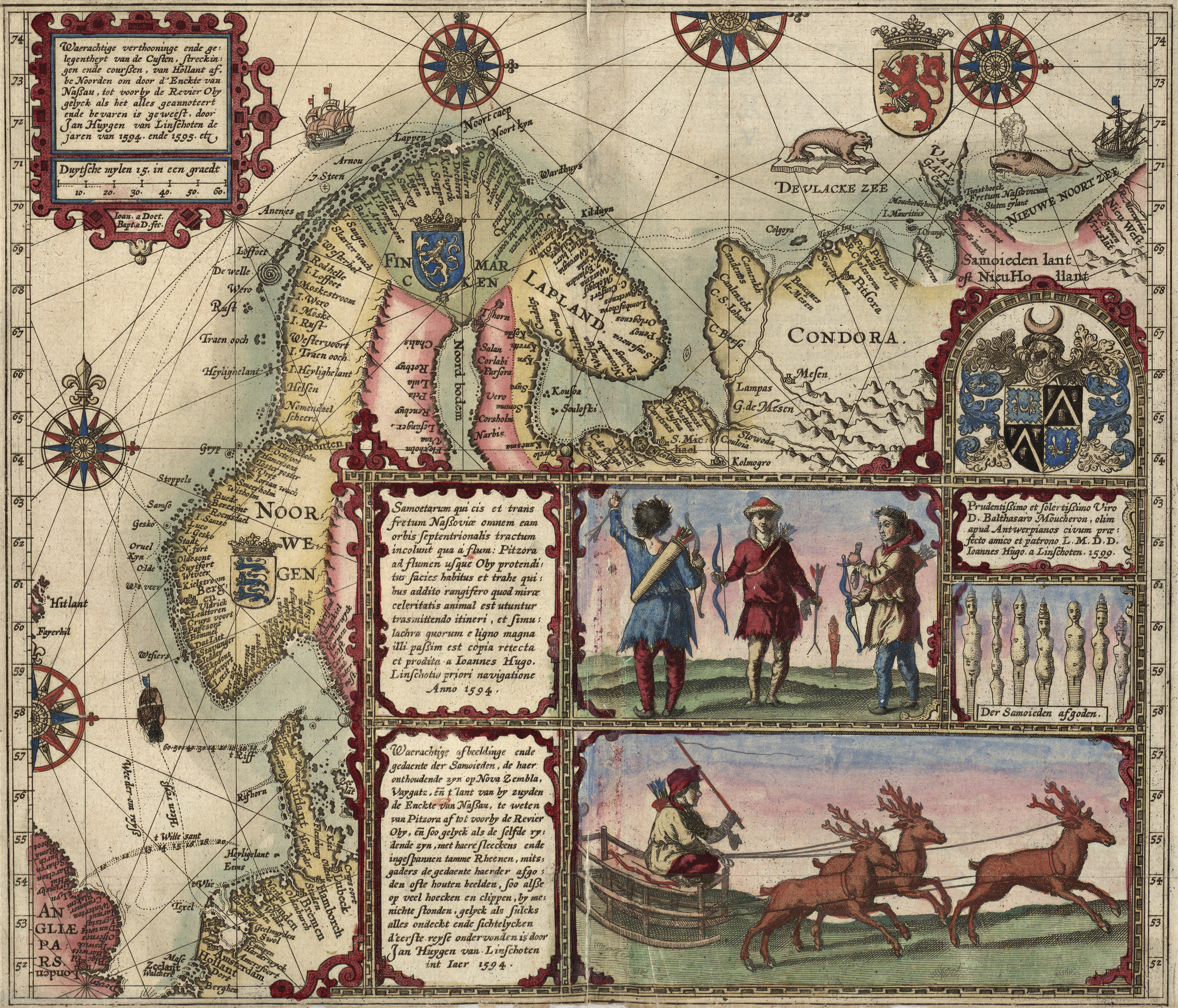
揚·惠更參加威廉·巴倫支船隊尋找東北航線1594年首次航行海圖，收錄在1599年拉丁文版《東印度水路誌》

為尋找歐洲通往東亞的捷徑，在海上避開獨霸的西葡海軍，有些人相信西伯利亞北方有航道可通往東亞，稱為「東北航線」。1594–1596年連續三年，威廉·巴倫支三次率領船隊遠征尋找可行的東北航線。回鄉後閒不下來的揚·惠更也相信東北航線更為可行，可完全避開葡萄牙海軍，參加了前兩次1594、1595年的遠征。船隊穿越巴倫支海，進入卡拉海，抵達新地島東北角，兩次皆因冰山封阻、海水封凍而折返。1596年第三次遠征他沒有參加，巴倫支在這次遠征船艦被冰封，受困新地島年餘，至次年1597年去世。

### 往東印度首航

1595–1597年突破葡萄牙帝國在東印度的獨霸，荷蘭首航東印度遠征的海圖，繪於1599年

在1594年、1595年兩次東北航線遠征之間，他在家鄉繼續集中精力整理出版旅居印度期間獲得的葡萄牙機密資料，1594年10月8日國會批准他出版，撰寫《東印度水路誌》。出版商科內里斯·克拉生要求他優先處理航海手冊，包括葡萄牙往返東印度、以及東印度各地之間通航的航道針路指引（源自葡萄牙語：roteiro (navigation)），也就是第二冊《水路誌》的內容，緊急在1595年出版。接下來的東印度遠征隊籌備期間，他和普朗修斯爭論如何前往的安全航線、以及要前往哪些目的地，遠征隊決定採用他的建議。
同年4月荷蘭首航東印度遠征由科內利斯·德·豪特曼率領4艘商船艦隊，藉由他提供的重要航路資訊，雖然因補給不足等各種問題途中病痛、災難不斷，病亡者眾，在航越好望角之後仍依他所建議的路線成功避開麻六甲海峽西葡海軍、改走巽他海峽，抵達爪哇萬丹、馬都拉島、峇里島、馬威安等地。返航時在聖赫勒拿遭遇葡萄牙船艦封阻無法補水。出航249人，在1597年只有87人生還返回荷蘭，取得的香料仍足以獲利。此後5年，有65艘荷蘭商船經由他建議的路線突破西葡壟斷航向東印度貿易，隨後1602年才有荷蘭東印度公司的成立。

## 返鄉定居
1595年他與信奉新教喀爾文教派帶有三個子女的寡婦結婚，她出身於執政官的家庭。他們生有唯一一個女兒，但不幸早逝。
1595年《東印度水路誌》第二冊《水路誌》緊急出版交給首航東印度遠征船隊使用，隨後第二次東北航線遠征返回之後，他集中精力在整理出版第一冊《航海記》與第三冊《見聞》。出版商克拉生為了能吸引更多讀者，在第一冊《航海記》原本惠更親自手繪的36幅繪畫與6幅港口圖，由家鄉恩克豪森的刻版家族 Johannes 與  父子刻版，此外再插入克拉生先前已出版普朗修斯取得的葡萄牙圖資所繪製的五幅精密海圖（包括〈東南亞海圖〉）與一幅世界全圖，精密海圖由  與  兄弟（Jacob Florisz van Langren 的兒子）刻版。克拉生也要求他在書中增加有關非洲西岸與美洲海岸的內容，但他對該兩處並不了解，該兩處的資料由他家鄉恩克豪森的好友伯納德·帕路丹（原名 ）撰寫，收錄在第三冊《見聞》，帕路丹也在書中本文加入一些筆記。《航海記》與《見聞》於1596年出版。隨後他又將兩次參加東北航線的航行寫成《北方遠征航海記》，於1601年出版。
1597年他擔任恩克豪森的財政官。1606年他加入荷蘭東印度公司。
1610年，國會批准更新他的著作版權，他向政府申請領取養老金，政府以他著作的書籍暢銷，必另有領取大量版權費足夠生活所需為由拒絕。
1611年2月8日他在恩克豪森去世。

## 紀念
- 林斯豪頓學會（荷兰语：Linschoten-Vereeniging）：1908年成立，宗旨在出版珍稀版本的荷蘭在各國的航海記與遊記
- 小行星10651號van Linschoten

## 著作

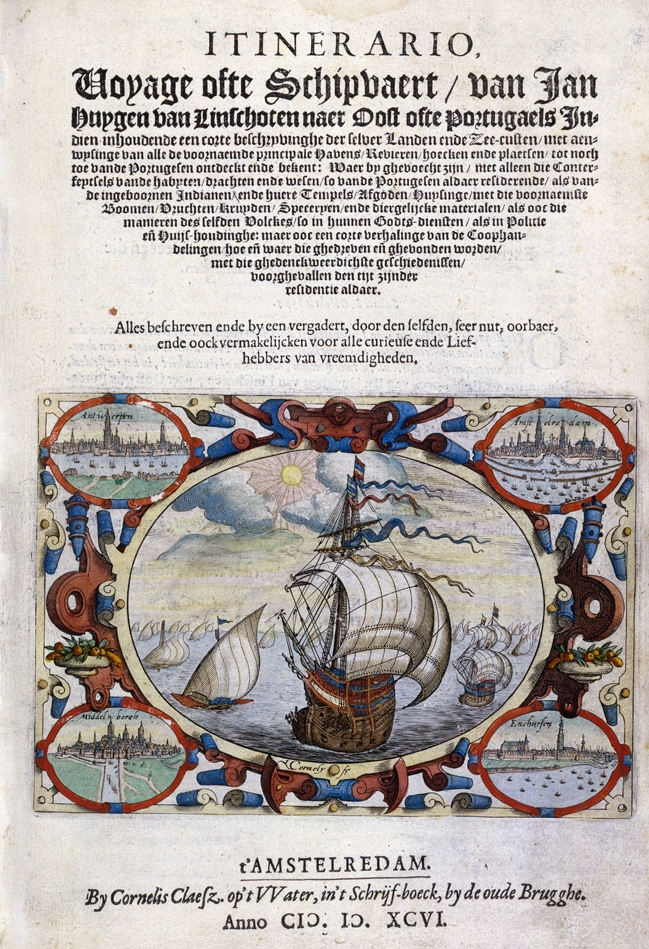
1596年出版《東印度水路誌》《航海記》的封面

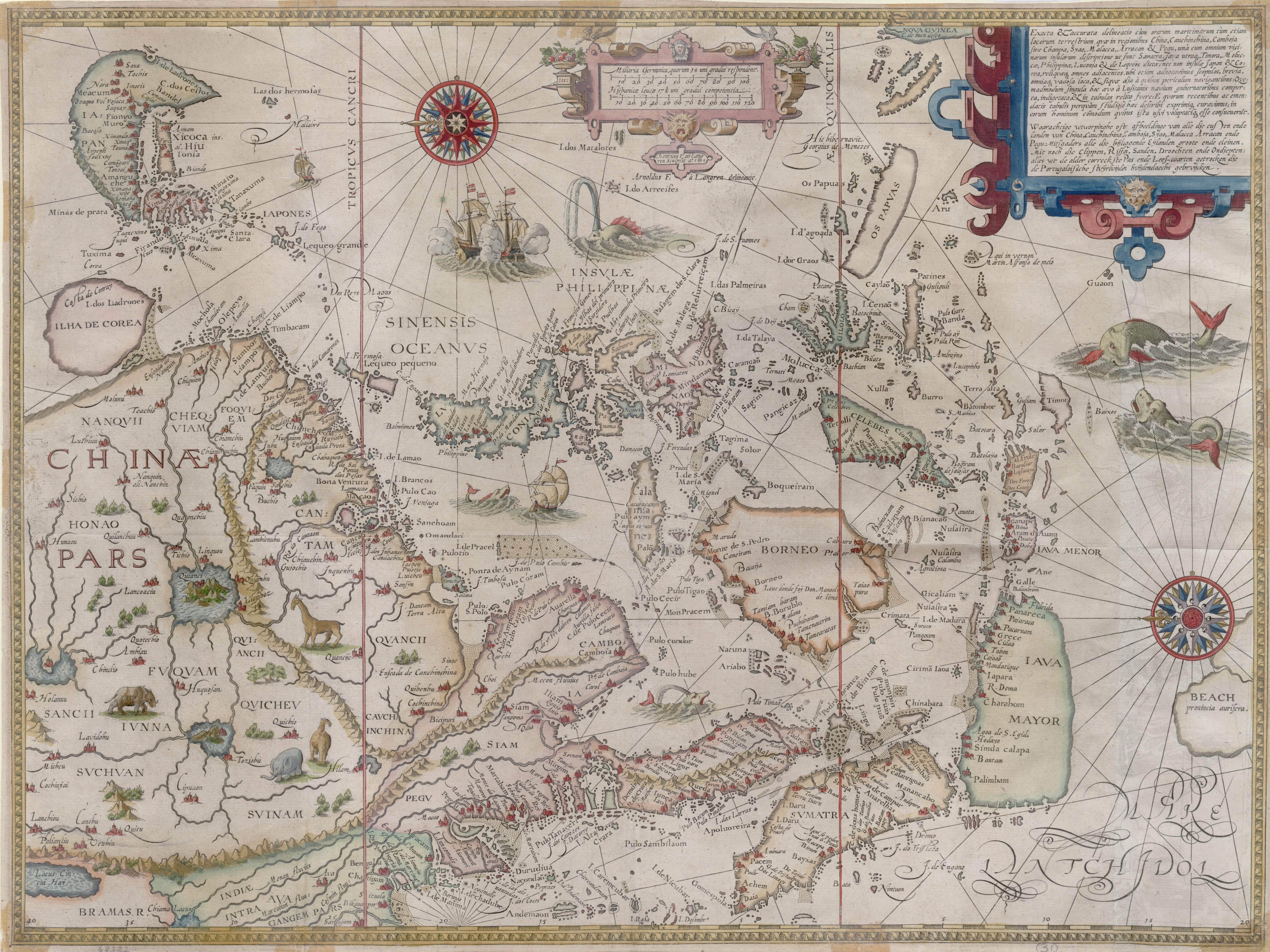
《東印度水路誌》《航海記》收錄〈東南亞海圖〉

- 《東印度水路誌（荷兰语：Itinerario）》分為三冊，荷文初版於1595–1596年出版，在各國被翻譯成多種語言，陸續有英文、德文、拉丁文、法文等語言版本，此書直到其身後17世紀中葉一再持續修訂改編再版。19世紀末–20世紀初，哈克路特學會（英语：Hakluyt Society）、林斯豪頓學會（荷兰语：Linschoten-Vereeniging）等組織又將其再版重印
  - 第一冊《航海記》（常簡稱為，原題；《航海記，揚·惠更·范·林斯豪頓葡屬東印度地區航海記，……》）1596年出版，為各國地理風土民情，匯集西葡文獻的精華，赴各地西葡教士鑽研當地語言，考證校訂的結晶，摘譯有葡萄牙猶太人賈西亞·德·歐塔（葡萄牙語：Garcia de Orta）醫師《Colóquios dos Simples e Drogas da Índia（葡萄牙語：Colóquios dos Simples e Drogas da Índia）, ...》、1585年西班牙人胡安·岡薩雷斯·德·門多薩（Juan González de Mendoza）《中華大帝國史（Historia de las cosas más notables, ritos y costumbres del gran reyno de la China）》等多種西葡著作，附普朗修斯取得巴托洛繆·拉索的葡萄牙私密圖資所繪製的一幅世界全圖與五幅精密海圖（包括〈東南亞海圖〉）
  - 第二冊《水路誌》（常簡稱為，原題；《葡萄牙人東方航海旅行記，……》）1595年出版，為在果亞收集的公私檔案記載，訪談葡萄牙海員口授筆載的海路航道針路指引（英语：Rutter (nautical)）（源自葡萄牙語：roteiro (navigation)），載有67條航線指引，比第一冊《航海記》早出版，提供給1595年荷蘭首航往東南亞的船隊重要參考
  - 第三冊《見聞》（常簡稱為，原題），1596年出版，為其從果亞返國的親身實錄
- 《北方遠征航海記》（原題），1601年出版，記錄兩次東北航線的遠征
- José de Acosta [荷西·德·阿科斯塔]. . 由Jan Huygen van Linschoten翻译. 1598 –約翰·卡特·布朗圖書館存於網際網路檔案館 （荷兰语）.
- 1609年翻譯西班牙國王腓力三世寫給萊爾馬公爵有關西班牙驅逐摩里斯科人（西班牙语：Expulsión de los moriscos）的信件

## 扩展阅读
- Lucas Janszoon Waghenaer. .  二版. Amstelredam: Cornelis Claesz.（荷兰语：Cornelis Claesz (drukker)）. 1596: 197–204 [由Dirck Gerritsz.（荷兰语：Dirck Gerritsz. Pomp）描述, 1592年初版 Leiden: (Plantijnse) pers bij François van Raphelengien]  [2023-06-09]. （原始内容存档于2023-06-30） –烏特勒支大學圖書館特藏 Call number MAG: P qu 509 (Rariora) （荷兰语）. 收錄揚·惠更與德克·中國的部分資料
- 《東印度水路誌》各版本
  - Jan Huygen van Linschoten. . t'Amstelredam: Cornelis Claesz. 1595-1596 –約翰·卡特·布朗圖書館·存於網際網路檔案館 （荷兰语）.  1595–1596年荷文原版共三冊合訂本（原第三冊《見聞》裝訂在中間，第二冊《水路誌》裝訂在最後，原第一冊《航海記》附的精密海圖改分散裝訂在第二、三冊處）
  - Jan Huygen van Linschoten. . 由William Phillip翻译. London: John Windet for John Wolfe. 1598 [1595–1596年荷文原版] –約翰·卡特·布朗圖書館·存於網際網路檔案館 （英语）. 1598年原版英譯本共四冊合訂本（改為第二冊《見聞》，第三冊《水路誌》，第四冊為西班牙國王貨品收益清單）
  - Burnell, Arthur Coke. . London: The Hakluyt Society（英语：Hakluyt Society）. 1885 [1598年原版英譯本] （英语）.. 1885年英譯本第一冊第一卷
  - Tiele, P. A. . London: The Hakluyt Society（英语：Hakluyt Society）. 1885 [1598年原版英譯本] （英语）.. 1885年英譯本第一冊第二卷
  - Van Linschoten, Jan Huyghen, , Elibron Classics, the Hakluyt Society（英语：Hakluyt Society）, 2005  [2013-01-01], ISBN 1-4021-9507-9, （原始内容存档于2012-11-03）
  - Van Linschoten, Jan Huyghen. Voyage to Goa and Back, 1583-1592, with His Account of the East Indies : From Linschoten's Discourse of Voyages, in 1598/Jan Huyghen Van Linschoten. Reprint. New Delhi, AES, 2004, xxiv, 126 p., $11. ISBN 81-206-1928-5.
- Synge, J.B. . Yesterday's Classics. c. 1912-2007 reissue  [2013-01-01]. ISBN 1-59915-192-8. （原始内容存档于2011-06-10）.
- . University Library of Tromsø - The Northern Lights Route.   [18 June 2010]. （原始内容存档于2017-11-08）.
- Koeman, C. (1985) "Jan Huygen van Linschoten", Revista da Universidade de Coimbra, Vol. 32, p.27-47. offprint